# Eqrem Çabej
Eqrem Çabej (n. 6 august 1908, Eskişehir, Turcia – d. 13 august 1980, Roma, Italia) a fost un lingvist istoric și cercetător albanez care, prin publicarea a numeroase studii, a câștigat reputația de expert cheie în cercetarea limbii, literaturii, etnologiei și lingvisticii albaneze.

## Biografie
Eqrem Çabej s-a născut în Eskișehir, vilayetul Hüdavendigâr, și și-a finalizat studiile elementare în Gjirokastra, sudul Albaniei, în 1921. Apoi a părăsit Albania, la vârsta de 12 ani, și s-a mutat în Austria pentru a-și continua studiile: mai întâi în St. Pölten, apoi în Klagenfurt (1923–1926), unde a obținut licența. A urmat universitatea mai întâi în Graz (1927) și mai târziu în Viena (1930–1933). Participând la prelegerile unor lingviști renumiți precum Paul Kretschmer, Karl Patsch, Nikolai Trubețkoi și Norbert Jokl, Çabej a dezvoltat, sub îndrumarea lui Jokl, un interes intens pentru dezvoltarea istorică a limbii albaneze. Înainte de a se întoarce în Albania la sfârșitul anului 1933, a depus la Universitatea din Viena lucrarea de doctorat „Italoalbanische Studien” (Studii italo-albaneze).
Întors acasă după o absență de 13 ani, Çabej, în vârstă de 25 de ani, s-a întors în Albania și a petrecut cinci ani ca profesor de liceu în Shkodër, Elbasan, Gjirokastër și Tirana. După ocuparea Albaniei de către Italia lui Mussolini la 7 aprilie 1939, a fost trimis departe din Albania și reținut la Roma, Italia. În 1942, a primit o invitație de a se alătura nou-înființatului Institut de Studii Albaneze, pe care a refuzat-o, iar în 1943 i s-a oferit funcția de ministru al educației în guvernul condus de prim-ministrul Rexhep Mitrovica, pe care de asemenea a refuzat-o. Întorcându-se în Albania în primăvara anului 1944, a continuat să lucreze ca profesor și, în 1947, a fost numit cercetător la Instituti i Shkencavet (în română Institutul de Științe) din Tirana, instituția precursoare a Universității din Tirana. Din 1952 până în 1967 a fost profesor de istorie a limbii albaneze și de fonologie istorică. În 1972 a devenit membru fondator al Academiei de Științe a Albaniei. A lucrat ca cercetător la Institutul de Lingvistică și Literatură din Tirana până la sfârșitul vieții sale.
Çabej a murit într-o clinică din Roma, Italia, la o săptămână după ce a împlinit 72 de ani.

## Opera
Printre numeroasele lucrări ale lui Eqrem Çabej care tratează limba albaneză și istoria sa se numără:
- „Hyrje në historinë e gjuhës shqipe” (Introducere în istoria limbii albaneze; Tirana 1958; retipărită 2008)
- „Parashtesat e gjuhës shqipe” (Prefixele limbii albaneze) în colaborare cu Aleksandër Xhuvani, 1956
- „Prapashtesat e gjuhës shqipe” (Sufixele limbii albaneze) în colaborare cu Aleksandër Xhuvani, 1962
- „Die älteren Wohnsitze der Albaner auf der Balkanhalbinsel im Lichte der Sprache und der Ortsnamen” (Așezările mai vechi ale albanezilor în Peninsula Balcanică în lumina limbii și a numelor de locuri) Atti dil VII Congresso Internazionale di Scienze Onomastiche 7, 1962: 241–251. (Retipărit în albaneză „Vendbanimi i hershëm i shqiptarëve në Gadishullin Ballkan në dritën e gjuhës e të emrave të vendeve.” în Rexhep Ismajli, et al., eds., Studime Shqiptare: Vepra të zgjedhura Prishtinë, Akadëmia e Shkencave dhe e Artëve, 2008: 515–524.)
- „Meshari” i Gjon Buzukut (Misalul lui Gjon Buzuku) o ediție critică (Tirana 1962–68)
- „Einige Grundprobleme der alteren albanischen Sprachgeschichte,” Studia Albanica 1 (1964): 69–89.
- „Fonetika historike e shqipes” (Fonetica istorică a limbii albaneze). Tirana 1968.
- „Shumësi i singularizuar në gjuhën shqipe” (Pluralul singularizat în limba albaneză) 1967.
- „Mbi disa izoglosa të shqipes me sllavishten” (Despre unele izoglose ale limbii albaneze cu limba slavă), Studime Filologjike 2 (1976): 63–74.
- „Studime etimologjike në fushë të shqipes” (Studii etimologice în domeniul limbii albaneze). 7 vol. Tirana: Akademia et Shkencave e Republikës Popullore të Shqipërisë, Instituti i Gjuhësisë dhe i Letërsisë, 1976–2014.
  - Vol. II: A–B. – 1976, 617 p.
  - Vol. I: Hyrje (Introducere) – 1982, 343 p.
  - Vol. III: C–D. – 1987, 565 p.
  - Vol. IV: Dh–J. – 1996, 624 p.
  - Vol. VI: N–Rr. – 2002, 522 p.
  - Vol. VII: S–Zh. – 2006, 434 p.
  - Vol. V: K–M. – 2014, 478 p.

Articolele și monografiile sale au fost colectate în cele 9 volume ale „Studime gjuhësore” (Studii lingvistice). Prishtina: 1976–1977. Universitatea „Eqrem Çabej” din Gjirokastër este numită în onoarea sa.